# پاآنگای تونگا
پاآنگای تونگا (به انگلیسی: Tongan paʻanga) (به زبان بومی: Tonga paʻanga) با کد ایزوی TOP، یکای پول رایج در کشور تونگا است. مسئولیت کنترل این یکای پول برعهدهٔ بانک ملی مرکزی تونگا قرار دارد.